# NGC 2654
NGC 2654 (другие обозначения — UGC 4605, MCG 10-13-17, ZWG 288.6, KARA 285, IRAS08451+6024, PGC 24784) — галактика в созвездии Большая Медведица.
Этот объект входит в число перечисленных в оригинальной редакции «Нового общего каталога».
Галактика NGC 2654 входит в состав группы галактик NGC 2768. Помимо NGC 2654 в группу также входят NGC 2726, NGC 2742, NGC 2768 и UGC 4549.
Бар галактики примерно параллелен её большой оси. Кинематическая модель NGC 2654 менее точна, чем её фотометрия.